# Drew Starkey
Joseph Andrew Starkey (nacido el 4 de noviembre de 1993) es un actor estadounidense. Comenzó su carrera con papeles secundarios en las películas de drama adolescente Love, Simon y The hate u give (ambas de 2018). Obtuvo reconocimiento por su interpretación del adolescente con problemas Rafe Cameron en la serie de aventuras de Netflix Outer Banks (2020-presente), y desde entonces ha protagonizado la película de drama romántico de Luca Guadagnino, Queer (2024).

## Vida
La familia de Starkey se mudó por el área de las Blue Ridge Mountains, pero él creció principalmente en Hickory, en el estado de Carolina del Norte.
De niño, Starkey creció jugando al béisbol y al baloncesto. También aprendió a tocar la guitarra y el piano. Starkey asistió a la escuela secundaria St. Stephens en Hickory y comenzó a tomarse en serio la actuación después de unirse a una clase de teatro en su primer año, que describió como "mucho Samuel Beckett y esas cosas".
Se graduó magna cum laude de la Western Carolina University en 2016, donde se especializó en inglés y actuación teatral. Después de la universidad, se mudó a Atlanta para unirse a dos amigos que estaban formando una compañía de producción y comenzaron a hacer audiciones para papeles. 
Starkey vive actualmente en Los Ángeles.

## Filmografía

### Cine
| Año  | Película               | Rol                               | Notas       |
| ---- | ---------------------- | --------------------------------- | ----------- |
| 2018 | American Animals       | Chico de la fraternidad           |             |
| 2018 | Love, Simon            | Garrett Laughlin                  | [ 3 ]       |
| 2018 | The Hate U Give        | Brian MacIntosh Jr. (Oficial 115) | [ 4 ]       |
| 2019 | Just Mercy             | Joven guardia                     |             |
| 2020 | The Devil All the Time | Tommy Matson                      |             |
| 2020 | Embattled              | Tanner Van Holt                   | [ 5 ]       |
| 2022 | Hellraiser             | Trevor                            | [ 6 ]       |
| 2023 | The Other Zoey         | Zach MacLaren                     | [ 7 ] [ 8 ] |
| 2024 | Queer                  | Eugene Allerton                   | [ 9 ]       |

### Televisión
| Año          | Título                                 | Rol                           | Notas                                 |
| ------------ | -------------------------------------- | ----------------------------- | ------------------------------------- |
| 2017         | Mercy Street                           | Gambling Soldier              | Episodio: "Unknown Soldier"           |
| 2017         | Shots Fired                            | Clint Jr.                     | Episodio: "Hour Four: Truth"          |
| 2017         | Ozark                                  | Chico                         | Episodio: "Ruling Days"               |
| 2017         | Dead Silent                            | Ethan Walton                  | Episodio: "Run for Your Life"         |
| 2017         | Valor                                  | Bobby                         | Episodio: "Zero Visibility"           |
| 2017         | Good Behavior                          | Agente Bradfield              | Episodio: "You Could Discover Me"     |
| 2018         | Brockmire                              | Brad Christie (no acreditado) | Episodio: "In the Cellar"             |
| 2018         | Bobcat Goldthwait's Misfits & Monsters | Hunter Robison                | Episodio: "Better World"              |
| 2018         | The Resident                           | Young Lawyer                  | Episodio: "About Time"                |
| 2019         | Doom Patrol                            | Tim                           | Episodio: "Donkey Patrol"             |
| 2019         | Queen Sugar                            | Beau                          | Episodio: "I No Longer Imagine"       |
| 2019         | Scream: Resurrection                   | Hawkins                       | 4 Episodios                           |
| 2019         | Dolly Parton's Heartstrings            | Lookout                       | Episodio: "J.J. Sneed"                |
| 2020         | Limbo                                  | Rodney                        | Película de televisión                |
| 2020         | Acting for a Cause                     | Demetrius                     | Episodio: "A Midsummer Night's Dream" |
| 2020−present | Outer Banks                            | Rafe Cameron                  | Main role; 28 episodes                |
| 2022         | The Terminal List                      | Junior Alba                   | 4 episodios                           |